# USS North Carolina (BB-52)
USS North Carolina (BB-52) byla nedostavěná bitevní loď námořnictva Spojených států amerických. Měla být čtvrtou jednotkou třídy South Dakota.

## Důvod zrušení stavby
Námořní mocnosti se na Washingtonské konferenci dohodly, že deset let nebudou stavět nové válečné lodě. Stavba bitevních lodí třídy South Dakota musela být tedy zrušena a rozestavěné trupy lodí byly poslány do šrotu.

## Výzbroj
Hlavní zbraňový systém lodě měly tvořit 4 tříhlavňové střelecké věže s děly ráže 406 mm a s dostřelem až 40 km. Sekundární zbraňový systém mělo tvořit 16 děl ráže 152 mm. Dále zde měly být nainstalované 4 kanóny ráže 76 mm a 2 torpédomety s torpédy o průměru 533 mm.